# إباتي
إباتي، كان ملكا سومريا في أواخر الألفية الثالثة قبل الميلاد، وكان الحاكم الثامن للجوتيين من سلالة الجوتيين في سومر المذكورة في قائمة ملوك سومر.
كان إباتي خليفة يارلاجاب الذي حكم لمدة 5 أعوام، بينما حكم إباتي لثلاثة أعوام (2151-2154) قبل الميلاد، وخلفه يارلاجاب يارلا ( أو يارلانجاب) الذي حكم أيضًا لمدة ثلاث سنوات.

## المرجع
1. ↑  Breve historia de los sumerios. Madrid: Nowtilus. 2012. ISBN:978-84-9967-363-9. OCLC:823279544. مؤرشف من الأصل في 2021-01-22.
2. ↑  "The Electronic Text Corpus of Sumerian Literature". etcsl.orinst.ox.ac.uk. مؤرشف من الأصل في 2021-05-09. اطلع عليه بتاريخ 2022-03-26.
3. ↑  Rubio, Ana Martos (2012-10-18). Breve historia de los sumerios. Madrid: Ediciones Nowtilus S.L. p. 260. ISBN 978-84-9967-363-9.